# Château Jemeppe
Le château Jemeppe, situé à Hargimont dans la commune de Marche-en-Famenne en province belge de Luxembourg, est un château fort de plaine dont l’origine remonte à la première moitié du XIIIe siècle.

## Situation
Le château se situe à Hargimont, dans un parc le long de la rue Félix Lefèvre au no 24 (route nationale 896).

## Histoire
On sait cependant que dès l’époque romaine une villa romaine fortifiée avait déjà été implantée dans la région. Les templiers établirent quant à eux, dans un site fort proche du château actuel, la seule commanderie du comté de Luxembourg. 
Au XIIIe siècle, le domaine est une simple maison forte entourée de marécages. C’est sans doute la valeur stratégique des lieux qui incita aussi le seigneur Jean d’Ochain et ses descendants à remplacer la maison forte par un puissant donjon entouré d’une double rangée de douves alimentées par la Hedrée. En tous cas, le système défensif semble avoir été efficace puisque la famille d’Ochain est restée propriétaire du château jusqu’au moment de la  cession de celui-ci à Henri de Waha en 1621.
Au cours du XVIIe siècle, le donjon perd peu à peu son rôle défensif. Les différents propriétaires successifs vont lui adjoindre des bâtiments et le transformer en château.
Au XIXe siècle, au cours d’une campagne de restauration plus radicale, le donjon se voit coiffé d’un toit ; le château ne perd pas trop son caractère féodal.   
Il fut la propriété, entre 1840 et 1978 de la famille des Chevaliers de Sauvage Vercour.

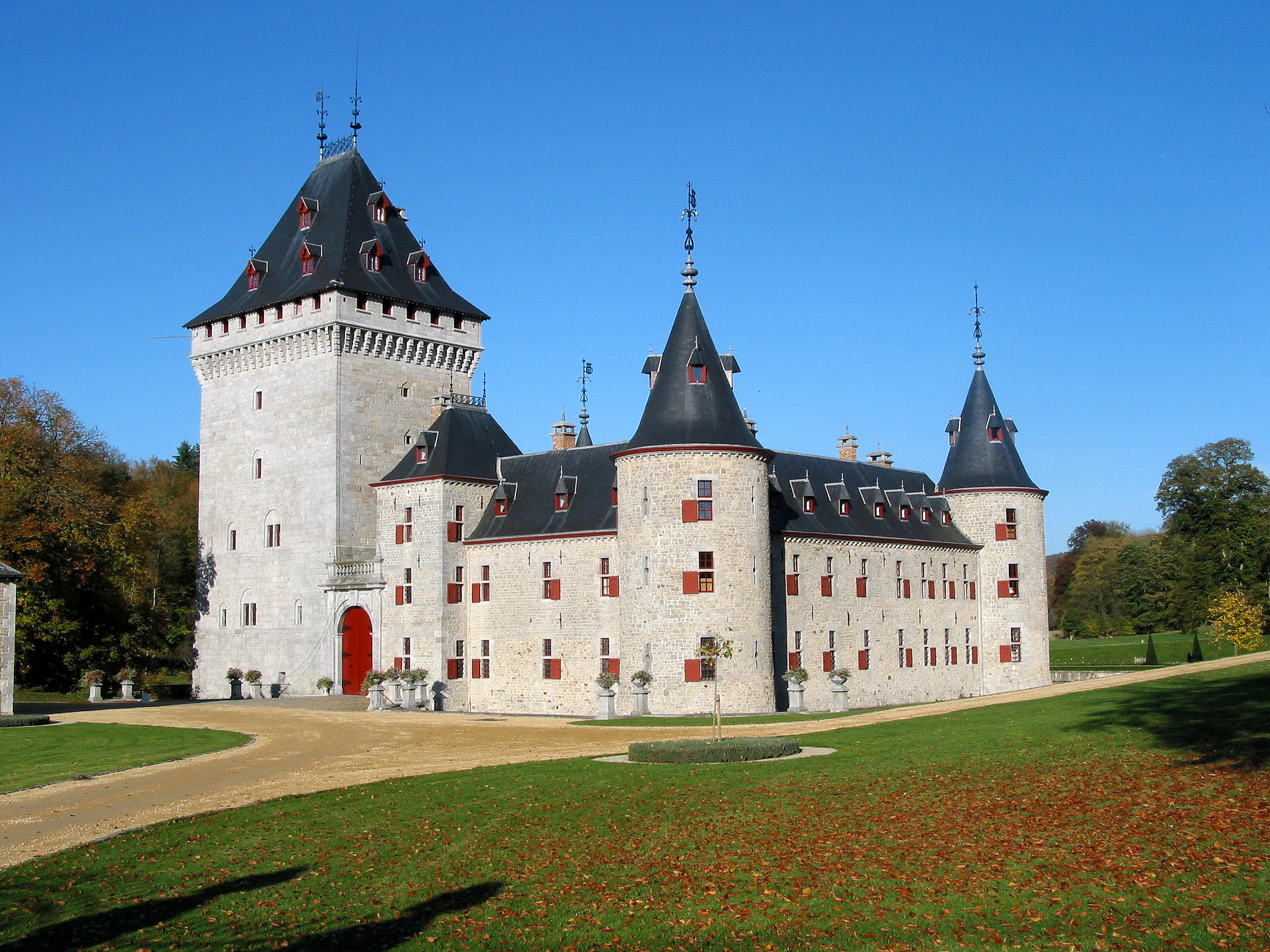

## Description
La grande tour quadrangulaire ou donjon présente une base de quinze mètres sur onze de côté. Haute de cinq niveaux, la tour s'élève jusqu'à 23 mètres sous corniche. Le château s'est construit à côté de la grande tour en formant une construction à quatre ailes avec une cour intérieure rectangulaire. Les ailes possèdent deux niveaux (un étage) et sont rehaussées aux trois angles restants par des tours circulaires hautes de trois niveaux. Une cinquième tour, qui est carrée, se dresse à droite de la grande tour.
À l'ouest du château, la ferme en carré a été érigée au XVIIe siècle et au XVIIIe siècle

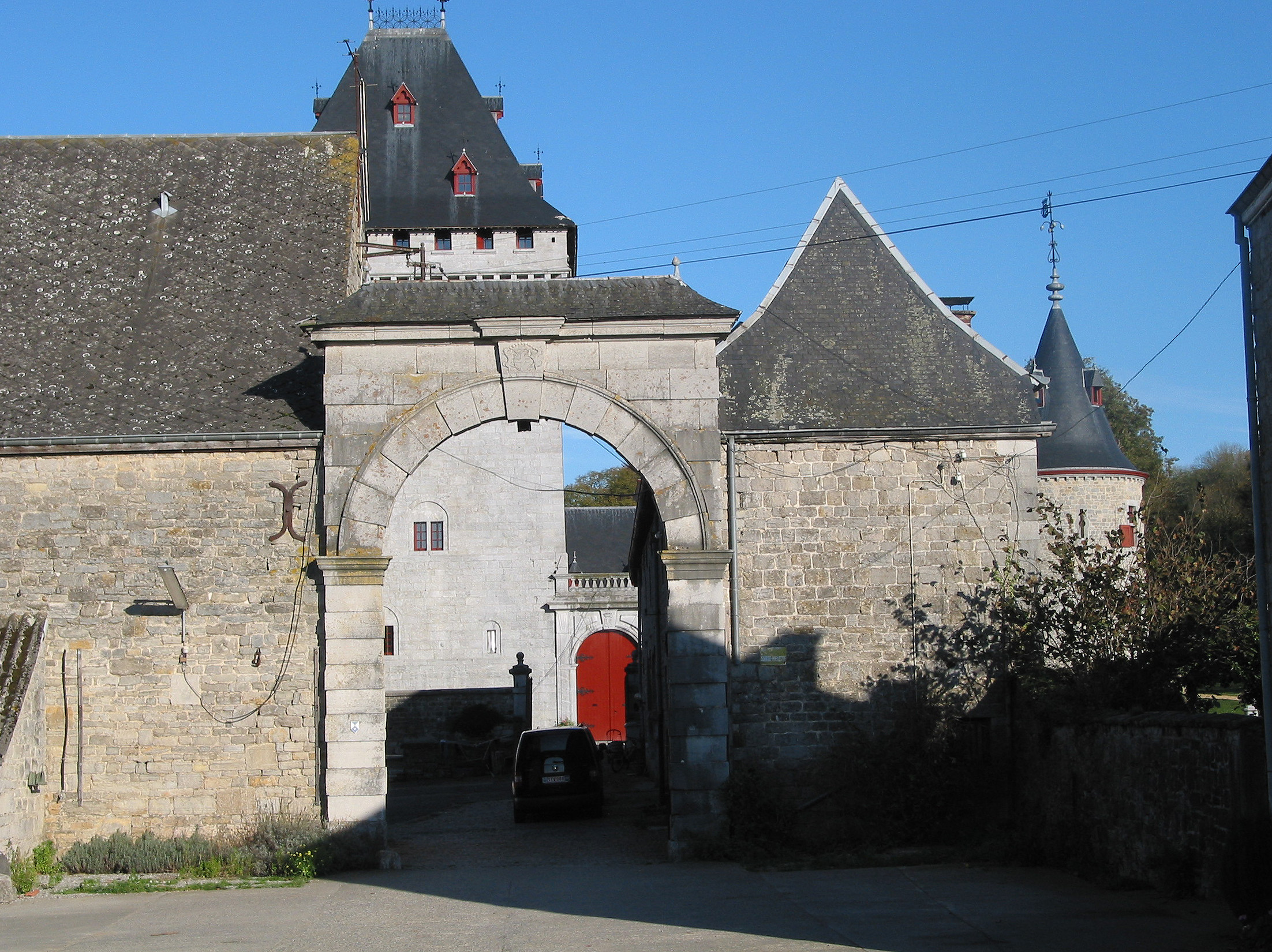
L'entrée de la ferme